# Billiers
Billiers (en bretó Beler) és un municipi francès, situat a la regió de Bretanya, al departament d'Ar Mor-Bihan. L'any 2006 tenia 892 habitants.

## Demografia
| 1962                                       | 1968 | 1975 | 1982 | 1990 | 1999 |
| ------------------------------------------ | ---- | ---- | ---- | ---- | ---- |
| 650                                        | 714  | 804  | 781  | 760  | 705  |
| Des de 1962: població sense dobles comptes |      |      |      |      |      |

## Administració
| Període | Identitat | Partit |
| ------- | --------- | ------ |
| 2001-   | Guy Rival |        |